# Vivianisches Fenster

Viviani-Fenster: Schnitt einer Kugel mit einem berührenden Zylinder

Die hellblaue Halbkugelfläche ist quadrierbar

Ein vivianisches Fenster oder vivianische Kurve, benannt nach dem italienischen Mathematiker und Physiker Vincenzo Viviani, ist eine 8-förmige Kurve auf einer Kugel, die man als Schnittkurve der Kugel (Radius {\displaystyle r}) und einem die Kugel berührenden Zylinder mit Radius {\displaystyle r/2} erzeugen kann. (S. Bild).
Viviani stellte 1692 die Aufgabe, aus einer Halbkugel (Radius {\displaystyle r}) zwei Fenster so herauszuschneiden, dass der Rest der Halbkugelfläche „quadrierbar“ ist. Dabei bedeutet quadrierbar: Man kann mit Zirkel und Lineal ein flächengleiches Quadrat konstruieren. Es stellt sich heraus (s. unten), dass der fragliche Flächeninhalt {\displaystyle 4r^{2}} ist.

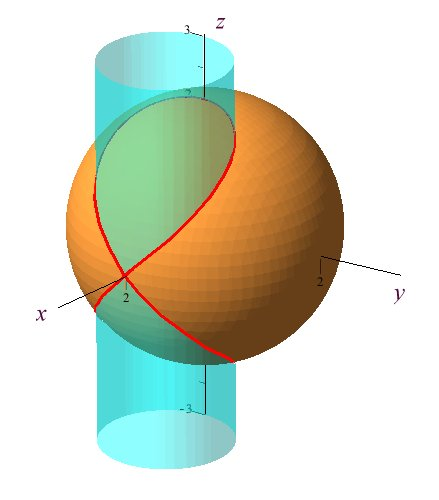
Senkrechter Zylinder

## Analytische Beschreibung
Um die Quadrierbarkeit möglichst einfach zeigen zu können, wird hier angenommen, dass
die Kugel durch die Gleichung {\displaystyle \;x^{2}+y^{2}+z^{2}=r^{2}\;} beschrieben wird und
der Zylinder senkrecht steht und der Gleichung {\displaystyle \;x^{2}+y^{2}-rx=0\;} genügt.
Der Zylinder berührt die Kugel im Punkt {\displaystyle (r,0,0)\ .}

## Eigenschaften der Kurve

### Grund-, Auf- und Seitenrisse

Grund, -Auf- und Seitenriss

Durch Elimination von {\displaystyle x} bzw. {\displaystyle y} bzw. {\displaystyle z} aus den Gleichungen ergibt sich:
Die orthogonale Projektion der Kurve auf die
{\displaystyle x}-{\displaystyle y}-Ebene ist der Kreis mit der Gleichung {\displaystyle \;(x-{\tfrac {r}{2}})^{2}+y^{2}=({\tfrac {r}{2}})^{2}\ .}
{\displaystyle x}-{\displaystyle z}-Ebene die Parabel mit der Gleichung {\displaystyle \;x=-{\tfrac {1}{r}}z^{2}+r\;.}
{\displaystyle y}-{\displaystyle z}-Ebene die algebraische Kurve mit der Gleichung {\displaystyle \;z^{4}+r^{2}(y^{2}-z^{2})=0\;.}

### Parameterdarstellung

Zur Parameterdarstellung und Inhaltsbestimmung

Stellt man die Kugel mit Kugelkoordinaten
{\displaystyle {\begin{array}{cll}x&=&r\cdot \cos \theta \cdot \cos \varphi \\y&=&r\cdot \cos \theta \cdot \sin \varphi \\z&=&r\cdot \sin \theta \qquad \qquad -{\tfrac {\pi }{2}}\leq \theta \leq {\tfrac {\pi }{2}}\ ,\ -\pi \leq \varphi \leq \pi \;,\end{array}}}
dar und setzt {\displaystyle \;\varphi =\theta ,\;} erhält man die Kurve
- {\displaystyle {\begin{array}{cll}x&=&r\cdot \cos \theta \cdot \cos \theta \\y&=&r\cdot \cos \theta \cdot \sin \theta \\z&=&r\cdot \sin \theta \qquad \qquad -{\tfrac {\pi }{2}}\leq \theta \leq {\tfrac {\pi }{2}}\ .\end{array}}}

Man prüft leicht nach, dass diese Kurve nicht nur auf der Kugel liegt, sondern auch die Zylindergleichung erfüllt. Diese Kurve ist allerdings nur die eine Hälfte (rot) der Viviani-Kurve, nämlich der Teil von links unten nach rechts oben. Den anderen Teil (grün, von rechts unten nach links oben) erhält man über die Beziehung {\displaystyle \;\color {green}\varphi =-\theta \;.}
Mit Hilfe dieser Parameterdarstellung lässt sich die Aufgabe von Viviani leicht lösen.

### Quadrierbarkeit der Restfläche
Den Inhalt des rechten oberen Viertels des vivianischen Fensters (s. Bild) erhält man mittels eines Oberflächenintegrals:
{\displaystyle \iint _{O_{Kug}}r^{2}\cos \theta \,\mathrm {d} \theta \mathrm {d} \varphi =r^{2}\int _{0}^{\pi /2}\int _{0}^{\theta }\cos \theta \,\mathrm {d} \varphi \mathrm {d} \theta =r^{2}({\frac {\pi }{2}}-1)\ .}
Der gesamte Flächeninhalt des von der vivianischen Kurve eingeschlossenen Fläche ist also {\displaystyle 2\pi r^{2}-4r^{2}} und
- der Inhalt der Halbkugel-Oberfläche ({\displaystyle 2\pi r^{2}}) ohne dem Inhalt des vivianischen Fensters ist {\displaystyle \;4r^{2}\;}, also gleich dem Quadrat des Kugeldurchmessers.

## Beziehung zu anderen Kurven
- Der Aufriss (s. oben) ist eine Lemniskate von Gerono.
- Die vivianische Kurve ist ein Spezialfall einer Clelia-Kurve. Bei einer Clelia-Kurve ist {\displaystyle \;\varphi =c\;\theta \;.}

Vivianische Kurve als Schnitt der Kugel mit einem Kegel (rosa)

Subtrahiert man von der Kugelgleichung 2× die Zylindergleichung und führt quadratische Ergänzung durch, erhält man die Gleichung
{\displaystyle (x-r)^{2}+y^{2}=z^{2}\;.}
Diese Gleichung beschreibt einen senkrechten Kreiskegel mit der Spitze im Punkt {\displaystyle \;(r,0,0)\;}, dem Doppelpunkt der vivianischen Kurve. Also gilt
- Die vivianische Kurve ergibt sich auch sowohl beim Schnitt

a) der Kugel mit dem Kegel mit der Gleichung {\displaystyle \;(x-r)^{2}+y^{2}=z^{2}\;}
als auch beim Schnitt
b) des Zylinders mit diesem Kegel.